# Кингстонский университет
Кингстонский университет в Лондоне (неофициально — Кингстон) (англ. Kingston University London) — государственный  исследовательский университет в Великобритании, расположен в юго-западной части Лондона, в районе Кингстон-на-Темзе. Был основан в 1899 году как Кингстонский технический институт. Университет специализируется на образовании в области искусства, дизайна, моды, науки, техники и бизнеса; имеет четыре кампуса, расположенных в Кингстоне и Рохемптоне.
Входящая в состав университета Кингстонская школа бизнеса присуждает степень магистра делового администрирования (MBA) с одобрения CNAA (Национальный совет по присуждению академических степеней). В 2017 году университет получил премию The Guardian University Award за отличное преподавание. Кингстонский Университет Лондона является членом Ассоциации МВА, Европейской Ассоциации Университетов и Ассоциации Университетов Содружества.

## История
Кингстонский технический институт основан в 1899 году, тогда в Кингстоне можно было получить образование в области химии, электромонтажа, строительства и ухода за больными.
В 1917 году открылся педагогический Колледж Джипси-Хилл — предтеча Кингстонского университета. В 1930-м году Кингстонская школа искусств отделилась от Технического института, чтобы в 1945-м стать Кингстонским колледжем искусств. В 1946 году произошло слияние с колледжем Джипси-Хилл.
В 1951 году открылись первые здания кампуса Пенрин-Роуд. В 1957 году Министерство образования Великобритании признало Кингстон региональным технологическим колледжем.
В 1970 году после объединения Технологического колледжа с Колледжем искусств, Кингстон был преобразован в Кингстонский политехнический университет, в котором можно было  пройти обучение по 34 специальностям, по 17 из которых можно было получить учёную степень. В 1975 году Кингстон слился с педагогическим колледжем Джипси-Хилл, добавив факультет колледжа к Отделению педагогических наук.
В 1992 году в соответствии с законом о дальнейшем и высшем образовании Кингстон получил статус университета. В 1993 году Кингстон открыл здание кампуса Рохэмптон-Вейл, а в 1995 году приобрел Дом-музей Дориха.

## Академический профиль

#### Рейтинги
В 2017 году Кингстон занял 1-е место из 121 учебных заведений за свои курсы графического дизайна и промышленного дизайна по версии The Guardian в 2017 году. В том же году Кингстонский университет получил премию The Guardian University Award за выдающееся преподавание.
В 2019 году The Guardian поставил Кингстон на 58-е место из 121 опрошенных университетов. Кингстон входит в число 40 лучших университетов Великобритании по версии The Guardian University Guide 2020, входит в топ-250 в мире по бизнесу и экономике по версии Times Higher Education World University Rankings 2019 и в топ-140 Global MBA по версии «QS World University Rankings» (2020)

##### Международное партнёрство
Университет поддерживает связь с рядом институтов со всего мира для обмена преподавательским и исследовательским опытом, а также для содействия обмену сотрудниками и студентами. С 1998 года РАНХиГС, в партнерстве с Кингстонским университетом, обучает MBA, EMBA и IHRM на Факультете Международных Программ.

## Структура

#### Школа искусств в Кингстоне
Кингстонская школа искусств (Kingston School of Art) была создана в рамках Кингстонского технического института, основанного в 1899 году. Школа искусств отделилась от Технического колледжа в 1930 году и с Кингстон-Холл-роуд, переехала в Найтс-Парк в 1939 году. В 1945 году она стала Кингстонским колледжем искусств, а в 1970 году была объединена с Техническим колледжем, образовав Кингстонский политехнический институт. Политехнический институт стал Кингстонским университетом в 1992 году. До 2017 года школа была известна как Факультет искусства, дизайна и архитектуры (FADA), но потом ей было возвращено ее историческое название. Кингстонская школа искусств проводит обучение по программам бакалавриата и магистратуры.

#### Факультет бизнеса и социальных наук
Факультет бизнеса и социальных наук объединяет Кингстонскую бизнес-школу и Школу права, социальных и поведенческих наук. Историю Кингстонской бизнес-школы (KBS) можно проследить с 1960-х годов. В 1985 году CNAA (Национальный совет по присуждению академических степеней)) одобрил для школы степень магистра делового администрирования (MBA), а в следующем году KBS переехала в кампус Кингстон-Хилл. Бизнес-школа разделена на четыре факультета.   

#### Факультет здравоохранения, социального обеспечения и педагогики
Основанный в 1995 году Факультет здравоохранения, социального обеспечения и педагогики совместно управляется Кингстонским университетом и Лондонским университетом Святого Георгия (SGUL). Факультет базируется в Кингстон-Хилл в Кингстоне-на-Темзе и больнице Святого Георгия в Тутинге. Школа педагогики присоединилась к факультету в 2012 году. На факультете проводится обучение по направлениям: акушерство, педиатрия, социальная работа, парамедицинская наука, реабилитация, биомедицина, так же там можно пройти обучение на курсах сестринского дела и повышения квалификации.  

#### Факультет естественных наук, инженерии и вычислительной техники
Факультет естественных наук, инженерии и вычислительной техники (SEC) был основан в 2011 году. Преподавание на факультете осуществляется по программам бакалавриата и магистратуры. Кампус Рохэмптон-Вейл располагает следующими ресурсами: самолетом Learjet 25, авиасимулятором, аэродинамической трубой и автомобильными мастерскими, включая целый ряд транспортных средств и испытательных установок.

#### Галереи и музеи
Галерея Стэнли Пикера — это выставочное пространство факультета, которое в настоящее время используется для представления различных исследовательских проектов, стипендиальных программ и выставок. В 2003 году Галерея Стэнли Пикера дала начало проекту Transitstation, который был создан/курировался коллегой Стэнли Пикера Дагмаром Глаусницер-Смитом и бывшим куратором галереи Чарльзом Райдером. В 2003 году директор Фонда исследований в области искусства и дизайна Пол Стаффорд превратил обветшалую общественную уборную в центре Кингстона в Туалетную галерею.
Кингстонский университет управляет Домом-музеем Дориха, в котором хранится огромная коллекция скульпторских работ Доры Гордин и прекрасные образцы русского императорского искусства и мебели. В Доме-музее Дориха также проводятся встречи и конференции.
Исследования
В ведении Кингстонской школы искусств находится ряд исследовательских центров:
- Исследовательский центр современного искусства («CARC»)
- Исследовательский центр при Департаменте изобразительного искусства
- Исследовательский центр цветового дизайна
- Исследовательский центр экранного дизайна
- Исследовательский дизайн современных интерьеров
- Исследовательский центр устойчивого дизайна
- Центр современной визуальной и материальной культуры
- Исследовательская группа по современному дизайну
- Исследовательская группа по недвижимости
- Исследовательский центр индустрии моды
- Пожары, взрывы и гидродинамика (FEFD)

## Кампусы и недвижимость

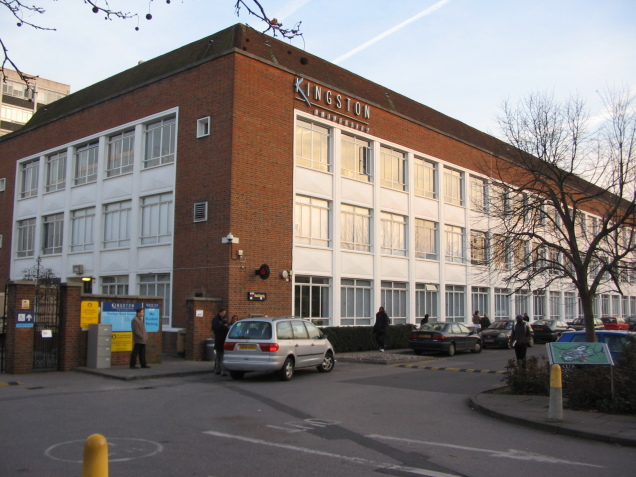
Главный кампус, Penrhyn Road

#### Penrhyn Road
Penrhyn Road (Пенрин-Роуд) — главный кампус университета, расположенный недалеко от центра Кингстона. В главном кампусе студенты изучают: искусство и социальные науки, гражданское строительство, вычислительные и информационные системы и математику, науки о Земле и географию, статистику, биологию, фармакологию, химию и фармацевтику, а также рентгенографию. На территории построено построен Центр учебных ресурсов. В 2015 году Союз студентов Кингстона переехал в главное здание. В кампусе Пенрин-Роуд также находится фитнес-центр.   

#### Town House
Таун-Хаус был открыт в январе 2020 года на территории кампуса Пенрин-Роуд. Флагманское шестиэтажное здание стало первым британским проектом фирмы Grafton Architects, удостоенной медали Королевского института британских архитекторов (RIBA). Оно открыто для студентов, сотрудников и местного сообщества.
Строительные работы вела компания Willmott Dixon из Хартфордшира. К услугам посетителей трехэтажная академическая библиотека, архив, танцевальные студии и театр-студия, а также крытый внутренний двор, два кафе, внешние балконы, галереи и сад на крыше с видом на Кингстон-на-Темзе и реку Темза. Таун-Хаус был номинирован на три премии, в том числе на The Guardian University Awards и региональную London Awards Королевского института британских архитекторов.

#### Kingston Hill
В Kingston Hill (Кингстон-Хилл) в основном преподается сестринское дело (терапия, педиатрия, психическое здоровье и обучение по уходу за людьми с ограниченными возможностями), педагогика, бизнес, музыка и социальная помощь. До 1989 года этот кампус был известен как Джипси-Хилл. Бизнес-школа переехала в новое здание в кампусе Кингстон-Хилл в 2012 году.

#### Knights Park
В кампусе Knights Park (Найтс-Парк), расположенном на улице Грандж-роуд, находится Кингстонская школа искусств (KSA), где студенты изучают архитектуру, искусство и дизайн. Кампус открыт в 1939 году, располагается на северном берегу реки Хогсмилл.
В марте 2020 года был завершён проект ремонта и реконструкции, в результате чего появились галерея, пространство для отдыха и художественный магазин. Проект реконструкции был включен в шорт-лист региональной London Award Королевского института британских архитекторов (RIBA).

#### Roehampton Vale
Кампус Roehampton Vale был открыт в 1993 году сэром Уильямом Барлоу, президентом Королевской инженерной академии. Участок расположен на Фриарс-Авеню, на окраине Кингстона. На территории расположены инженерные мастерские, аэродинамическая труба, авиасимулятор, действующий самолёт Learjet 25, а также автомобильные и авиационные учебные ресурсы.
Reg Bailey Theatre Complex
Reg Bailey Theatre Complex (театральный комплекс Редж-Бейли) был организован в здании бывшей церкви. Теперь там располагаются два театра с профессиональным световым и звуковым оборудованием, три репетиционных зала и костюмерная. А в прилегающем Суррей-Клаб проводится обучение танцевальному искусству со студией для представлений, оснащённой системой светодиодного освещения и профессиональным звуком, двумя репетиционными залами и кабинетом физической подготовки.

#### Спортивная площадка Толворт-Корт
На 55-акровой спортивной площадке Tolworth Court Sports Ground (Спортивный комплекс Толворт-Корт) расположены двенадцать футбольных полей, два поля для регби, три площадки для крикета, одно поле для американского футбола, одно поле для лакросса, две площадки для нетбола и три теннисных корта.

#### Административные здания
В дополнение к четырем основным кампусам расположены три административных здания: Купер-Хаус возле кампуса на Пенрин-Роуд, Хинд-корт на Лондон-Роуд и Ривер-Хаус в центре Кингстона, где находится офис вице-канцлера.

## Студенческая жизнь

#### Союз студентов Кингстона
Союз студентов Кингстона (UKS), бывший Союз студентов Кингстонского университета (KUSU) и в 1990-х годах KUGOS (Гильдия студентов Кингстонского университета) — благотворительная организация, представляющая студенческий состав и стремящаяся предоставлять услуги и мероприятия, полезные для студенческого опыта.

#### Общежития
В университете шесть общежитий. Chancellors и Walkden базируются в кампусе Кингстон-Хилл. Мидл-Милл находится рядом с кампусом Knights Park, а Клэйхилл и Ситинг-Уэллс — по разные стороны от Сурбитона, Кингстон-Бридж-Хаус, который расположен на краю Буши-парка в конце Хэмптон-Вика на Кингстон-Бридж в Лондоне.

## Спорные моменты

#### Разногласия с внешним экзаменатором
В 2008 году Би-би-си получила электронные письма, распространенные в музыкальной школе Кингстона, касающиеся мнений внешнего экзаменатора, модерирующего курс BMus. Сообщения экзаменатора вызвали озабоченность в университете, в результате встречи с сотрудником университета зкзаменатора убедили смягчить критику. В электронных письмах также подробно излагался план замены экзаменатора после окончания срока полномочий на более опытного и имеющего более широкий опыт работы экзаменатором. Кингстон подчеркнул, что этот процесс не нарушает никаких правил, касающихся назначения таких экзаменаторов. В октябре 2008 года Питер Уильямс, исполнительный директор британского Агентства по обеспечению качества (QAA), представил выводы агентства парламентскому отборочному комитету, которому поручено исследовать стандарты в британском высшем образовании . После расследования утверждений бывшего сотрудника Университета о том, что к внешнему экзаменатору музыкальной школы было применено чрезмерное давление, QAA поддержало все обвинения в проступках, как утверждается.

#### Экстремистские ораторы
В 2015 году премьер-министр Дэвид Кэмерон назвал и пристыдил четыре британских университета, которые предоставили платформы якобы "экстремистским ораторам". Среди этих университетов был также упомянут Кингстонский университет. В ответ на это вице-канцлер Кингстона, Юлиус Вайнберг, объяснил своё решение правом на свободу слова.